# Аерофилателија
Аерофилателија је грана филателије специјализована за проучавање ваздушне поште. Филателисти посматрају развој авионског поштанског саобраћаја од самог почетка. Ова грана филателије интензивно се проучава од стране многобројних специјалиста.
Предмет проучавања аерофилателије обухвата:
- поштанске марке за ваздушну пошту
- пошиљке транспортоване ваздухом
- поштанске жигове и натписе за ваздушну пошту
- ваздушне линије за транспорт поште, посебно прве летове и друге специјалне летове

Аерофилателисти су формирали бројне организације широм света; многе од њих издају разне специјализоване публикације. Светска организација аерофилателиста је ФИСА. Док већина стручњака под аерофилателијом подразумева пошиљке транспортоване авионима, посебне дисциплине се баве пошиљкама преношеним балонима, цепелинима...